# Tom Kite
Thomas Oliver Kite Jr. (McKinney, 9 dicembre 1949) è un golfista statunitense.
Il suo successo più rilevante è la vittoria all'U.S. Open, uno dei tornei Major del circuito, ottenuta nel 1992.
Tra il 1989 e il 1994 è stato per 175 settimane tra i primi dieci giocatori dell'Official World Golf Rankings.
Nel 1981 e nel 1989 ha vinto la classifica dei premi in denaro del PGA Tour
Ha fatto parte per sette volte della squadra statunitense di Ryder Cup tra il 1979 e il 1993, mentre nel 1997 ne è stato il capitano non giocatore.
Nel 2004 è stato introdotto nella World Golf Hall of Fame.
Complessivamente in carriera ha vinto 37 tornei.
Attualmente disputa il Champions Tour il circuito PGA per la categoria senior.